# Giacomo Scotti (politico)
Giacomo Scotti (Montegrosso d'Asti, 1873 – 1936) è stato un politico italiano.

## Biografia
Giacomo Scotti venne eletto alla Camera per il Partito Popolare Italiano nel 1919.
Fu il fondatore del Partito dei Contadini d'Italia, che nell'anno 1921 riuscì a portarlo in parlamento. Successivamente fu nuovamente eletto deputato del regno d'Italia per la XXVII legislatura.
Il 9 novembre 1926 fu uno dei pochi parlamentari a votare contro la legge, proposta dal fascismo, che avrebbe reintrodotto la pena di morte. La legge, votata a scrutinio palese, fu approvata con 341 voti a favore e 12 contrari. In seguito il partito fu sciolto e Giacomo Scotti fu aggredito e picchiato dai parlamentari fascisti.
Il fratello Alessandro Scotti, rifondò nel 1946 il partito dei contadini d'Italia.